# Acianthera cachensis
Acianthera cachensis é uma espécie de orquídea epífita, família Orchidaceae, da Costa Rica, descrita originalmente em 1923. São plantas arqueadas, pendentes, grandes mas delicadas, de folhas alongadas, estreitas a agudas, e flores amarelo escuro com sépalas e pétalas glabras e estreitas; coluna e labelo trilobado que se articulam através de prolongamentos extremamente finos de ambos; e coluna semi cilíndrica alada com antera ventral. Seu exato posicionamento filogenético é incerto. Já esteve classificada no gênero, Ungella. Uma vez que outra planta bastante similar, a Acianthera lepidota também está, presume-se que esta espécie esteja incluída entre os clados de Acianthera no entanto a nova combinação de nome neste gênero ainda não foi publicada.

## Publicação e sinônimos
- Acianthera cachensis (Ames) ined..

Sinônimos homotípicos:
- Pleurothallis cachensis Ames, Schedul. Orchid. 4: 17 (1923).
- Unguella cachensis (Ames) Luer, Monogr. Syst. Bot. Missouri Bot. Gard. 103: 310 (2005).